# Photinini
Photinini là một tông bọ cánh cứng trong phân họ Lampyrinae. Photinus pyralis là loài nổi tiếng trong ngành công nghệ sinh học do gen luciferase của nó.

### Các chi chọn lọc
Photinini sensu stricto:
- Ellychnia Blanchard, 1845
- Photinus Laporte, 1833 – rover fireflies
- Pyropyga Motschulsky, 1852

Có thể tác ra một tông riêng biệt Phosphaenini:
- Lamprohiza
- Lucidota Laporte, 1833
- Phosphaenus Laporte, 1833
- Phosphaenopterus

Chi còn chưa rõ Lucidina có thể nằm trong tông này.
Incertae sedis:
- Phausis